# Høve Sogn
Høve Sogn er et sogn i Slagelse Provsti (Roskilde Stift).
I 1800-tallet var Flakkebjerg Sogn anneks til Høve Sogn. Begge sogne hørte til Vester Flakkebjerg Herred i Sorø Amt. Høve-Flakkebjerg sognekommune blev ved kommunalreformen i 1970 indlemmet i Hashøj Kommune, der ved strukturreformen i 2007 indgik i Slagelse Kommune.
I Høve Sogn ligger Høve Kirke.
I sognet findes følgende autoriserede stednavne:
- Damsbro (bebyggelse)
- Højstrup (bebyggelse)
- Høve (bebyggelse, ejerlav)
- Lunghuse (bebyggelse)
- Oreby (bebyggelse, ejerlav)
- Oreby Huse (bebyggelse)